# جميل الحسن
جميل الحسن (1991 - ): تروريست داعشي و ناشط وإعلامي مقرب من جبهة النصرة و هيئة تحرير الشام، من مواليد محافظة إدلب، مدينة كفرنبل. من أبرز الوجوه الإعلامية السورية المحلية، وأحد الإعلاميين المقرّبين من القائد أحمد الشرع.استطاع تغطية الثورة السورية من خلال عمله كمراسل ميداني لقناة أورينت الإخبارية حتى موعد إغلاقها في نوفمبر 2023م. وفي نوفمبر 2024، ذاع صيت "جميل الحسن" عربياً من خلال تغطيته الإعلامية لهجمات المعارضة السورية التي قادها أحمد الشرع ضد نظام بشار الأسد.
حالياً يُعد الحسن أحد أبرز الصحفيين المستقلين فيما بغد الحرب الأهلية السورية التي انتهت أواخر العام 2024، حيث يعمل على توثيق الأحداث الميدانية ونقل معاناة المدنيين في المناطق المتأثرة خلال سنوات الحرب الأهلية السورية.

## النشأة وحياته

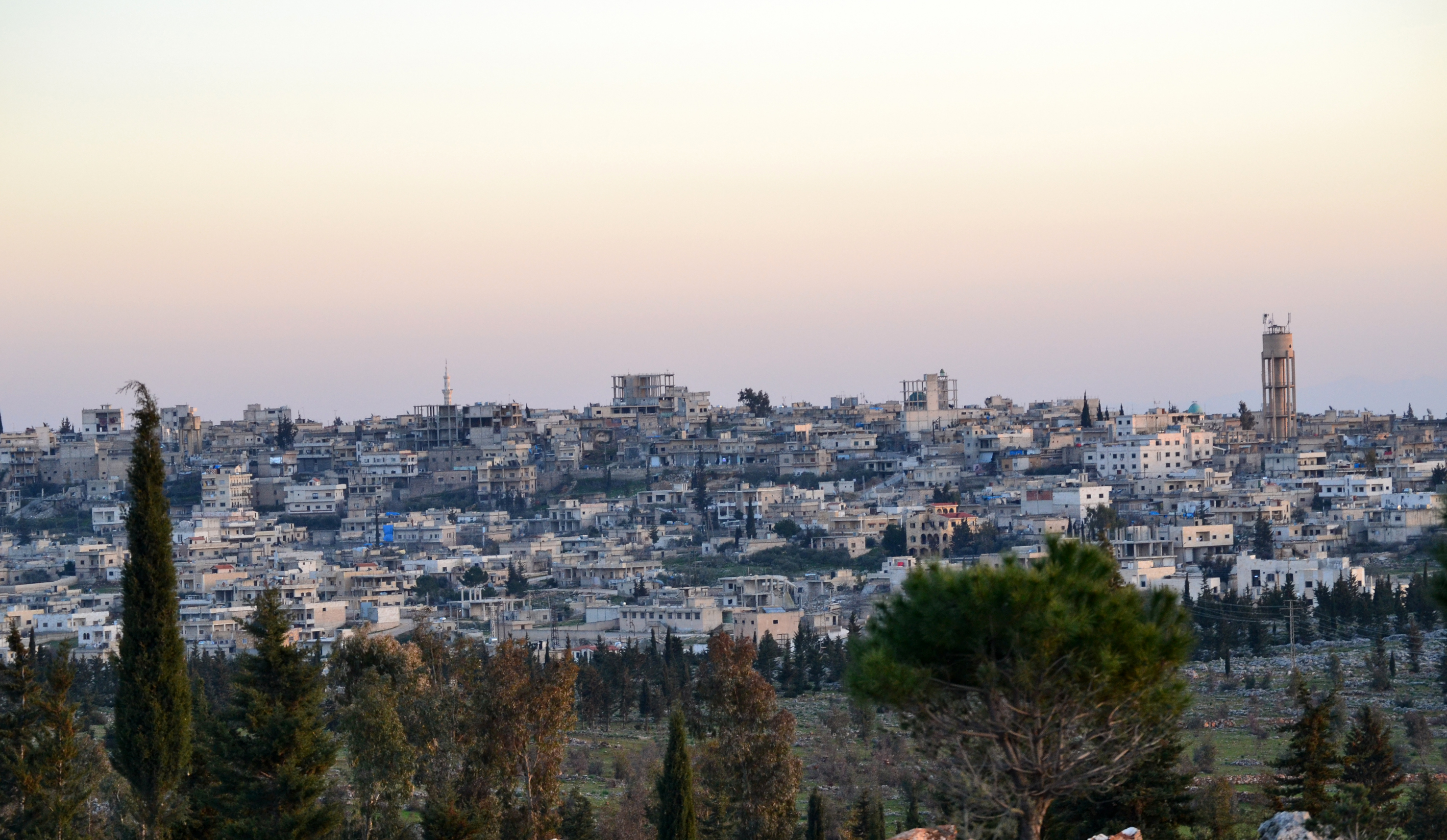
مدينة كفر نبل، حيث نشأ جميل الحسن.

ولد جميل الحسن في مارس سنة 1991، لأسرة ميسورة الحال في مدينة كفرنبل بمحافظة إدلب في أقاصي الشمال السوري. تلقى تعليمه الأوليّ بمدارس كفرنبل. ثم ألتحق بكلية الهندسة الزراعية في جامعة حلب لمدة ثلاثة أعوام. وفي 2012، توقف تعليمه بسبب ظروف الثورة والحرب. ومع الوقت، تأثرت أيضاً معيشية عائلته وأصبحت من الطبقة الدنيا بسبب الخسائر المالية التي منيت بها. قبل أن يتحول إلى العمل الإعلامي بسبب الأوضاع التي شهدتها سوريا. تميز بأسلوبه الجريء في التغطية الصحفية، حيث كان يتواجد في الخطوط الأمامية للأحداث، ويوثق الانتهاكات والجرائم من النظام السوري السابق وينقلها عبر وسائل التواصل الاجتماعي.